# Stolín
Stolín (německy Stolin) je vesnice, část města Červený Kostelec v okrese Náchod. Nachází se asi 2 km na jihozápad od Červeného Kostelce. V roce 2009 zde bylo evidováno 119 adres. V roce 2001 zde trvale žilo 182 obyvatel.
Stolín je také název katastrálního území o rozloze 2,95 km2. V katastrálním území Stolín leží i Mstětín.

## Pamětihodnosti
- Kaple Nejsvětější Trojice